# Santiago Yeche
Santiago Yeche  är en ort i Mexiko, tillhörande kommunen Jocotitlán i den nordvästra delen av delstaten Mexiko. Orten hade 2 111 invånare vid folkräkningen 2010.